# Базазьянц, Сергей Иванович
Сергей Иванович Базазянц (10 января 1921, Москва — 12 марта 1989) — советский учёный-инженер и конструктор, доктор технических наук, профессор, крупнейший специалист в области боевой эффективности вооружения и живучести летательных аппаратов, заместитель начальника ГосНИИАС.   

## Биография
Родился 10 января 1921 в Москве. Его отец, Иван Сергеевич (Оганес Саркисович) Базазьянц — тбилисский армянин, был инженером-строителем. Репрессирован в 1938 году.
В 1938 Сергей Базазьянц поступил в МИСИ. В 1941 году перевёлся в Московский авиационный институт. Окончил его в 1944 году по специальности «вооружение самолётов».
В 1944 году поступил на работу инженером-конструктором в бюро новой техники ЦАГИ. В 1946 году был направлен  в НИИАС (современный «ГосНИИАС»). Там он прошёл карьеру от инженер-конструктора, начальник отдела, старшого научного сотрудника до начальника лаборатории, а в 1970–1985 — заместителя начальника института по НИР.
Является автором 52 изобретений и 150 научных трудов.

## Награды
- Орден «Знак Почёта»
- Орден Трудового Красного Знамени (1971, 1976)
- Лауреат Государственной премии СССР (1987)[1]